# Karl Füger
Karl Friedrich Heinrich Füger (* 16. Mai 1752 in Gondelsheim; † 10. Februar 1830 ebenda; evangelisch) war ein deutscher Amtmann im badischen Staatsdienst.

## Familie
Karl Füger war der Sohn von Samuel Füger († 1788), Amtmann in Gondelsheim, und der Dorothea Sybille geborene Nüsterlein. Er war in erster Ehe verheiratet mit Wilhelmine Regine geborene Wizzermann und in zweiter Ehe mit Beate Friederike geborene Bauer.

## Laufbahn
Spätestens ab 1787 war er Justizamtmann beim standesherrlichen Amt Gondelsheim und wurde dort 1803 zum Oberamtsrat ernannt. Am 27. März 1823 wurde er Hofrat und am 1. Juni 1826 erfolgte die Versetzung in den Ruhestand.